# Kyle of Tongue

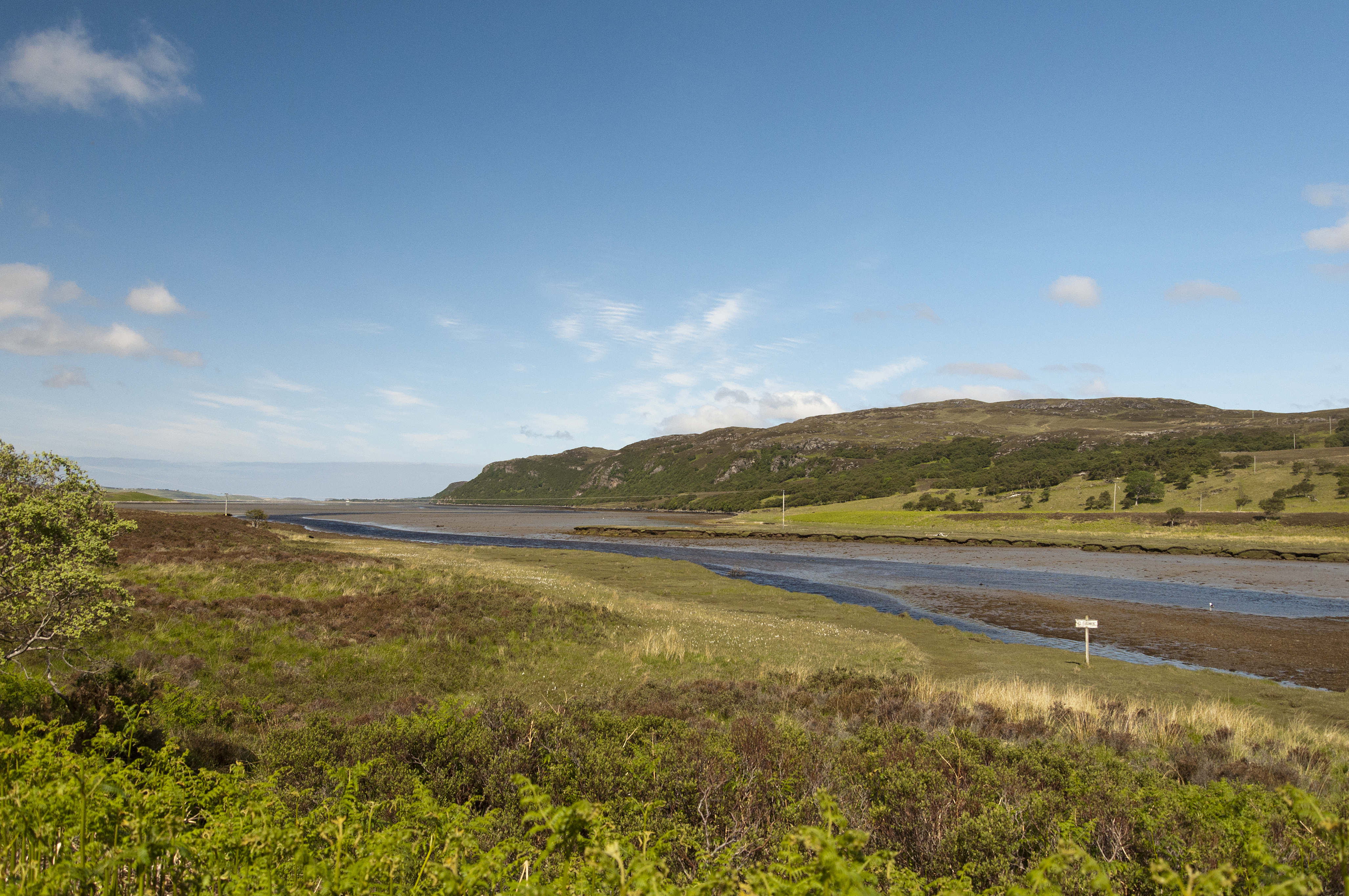
Kyle of Tongue vanaf het zuiden

Kyle of Tongue is het zuidelijke gedeelte van een baai ten westen van de plaats Tongue, in het noorden van Sutherland, Schotland. Kyle of Tongue wordt gescheiden van de Tongue Bay door de brug die Tongue verbindt via de A836 met Durness in het westen en Bettyhill in het oosten.
Op de oostelijke oever ligt Castle Varrich, gebouwd op een morene die door een gletsjer is afgezet. Vanaf Kyle of Tongue is Ben Loyal en Ben Hope te zien en vlak bij ligt Loch Hakon. Rond de baai zijn relicten terug te vinden uit het mesolithicum, de bronstijd en de ijzertijd. Voor de Vikingen was het een toegangspoort tot het Schotse vasteland.

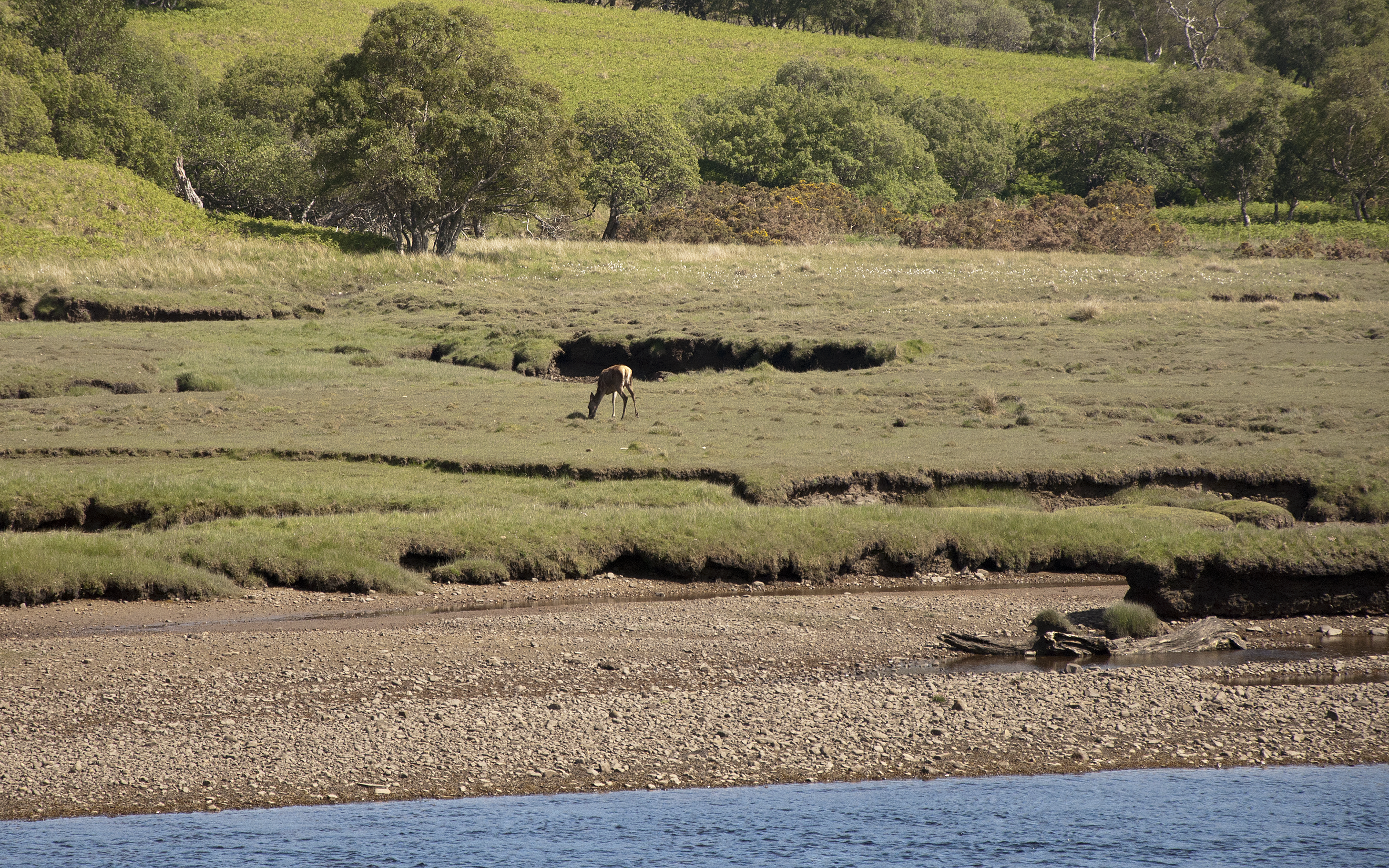
Hert bij Kyle of Tongue
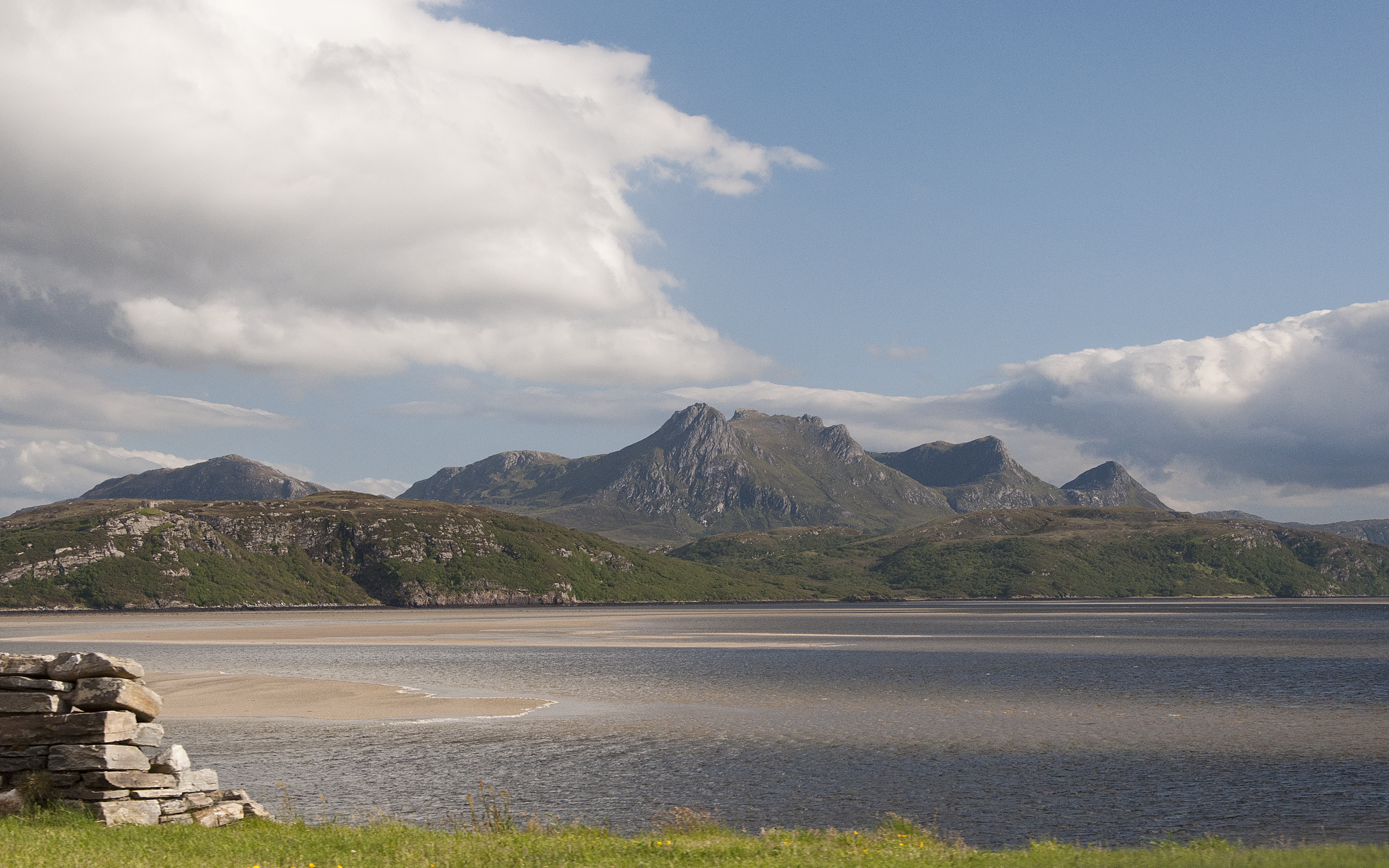
Ben Loyal vanaf de westelijke oever van Kyle of Tongue
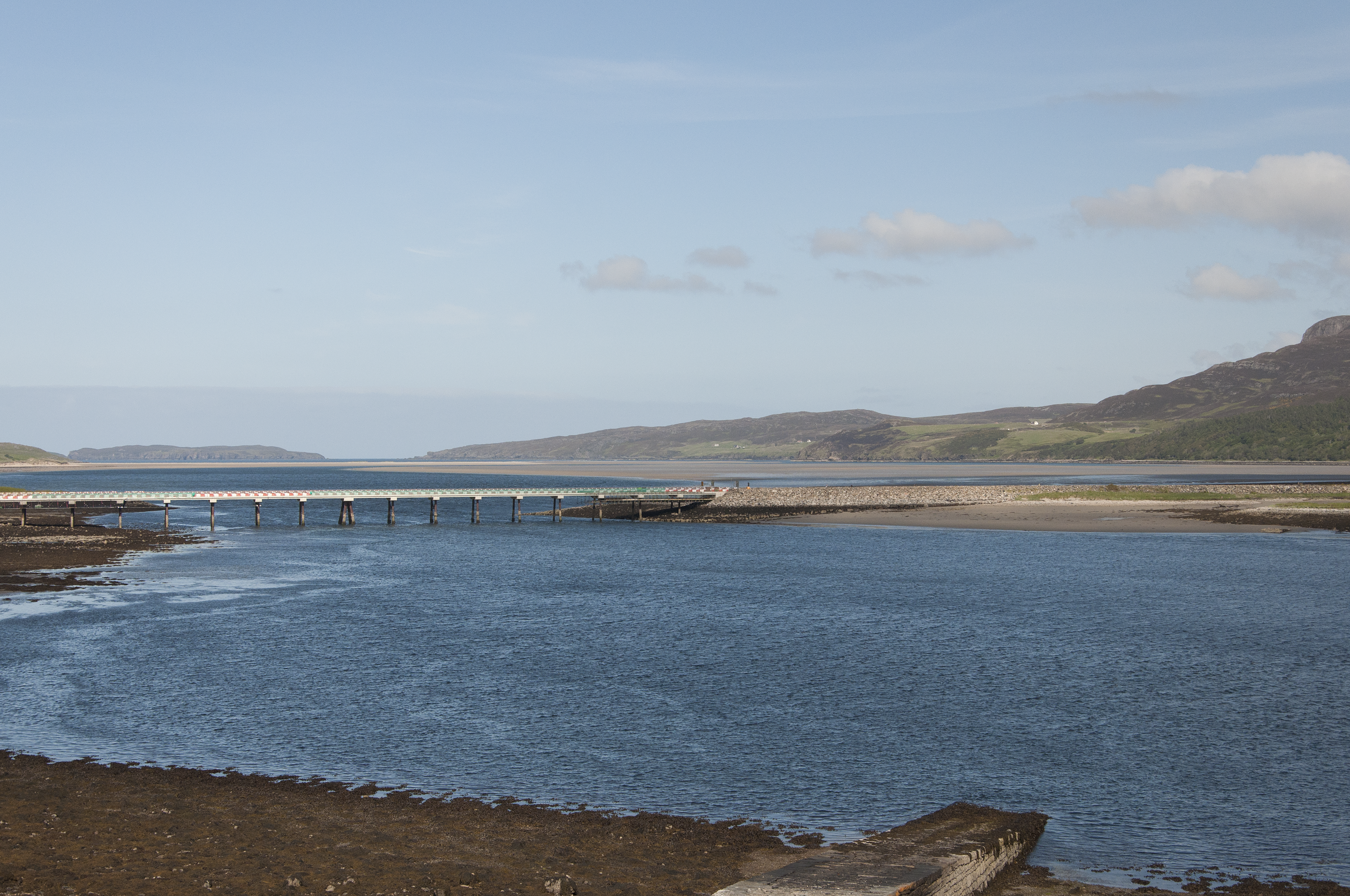
De brug vanaf Achuvoldrach
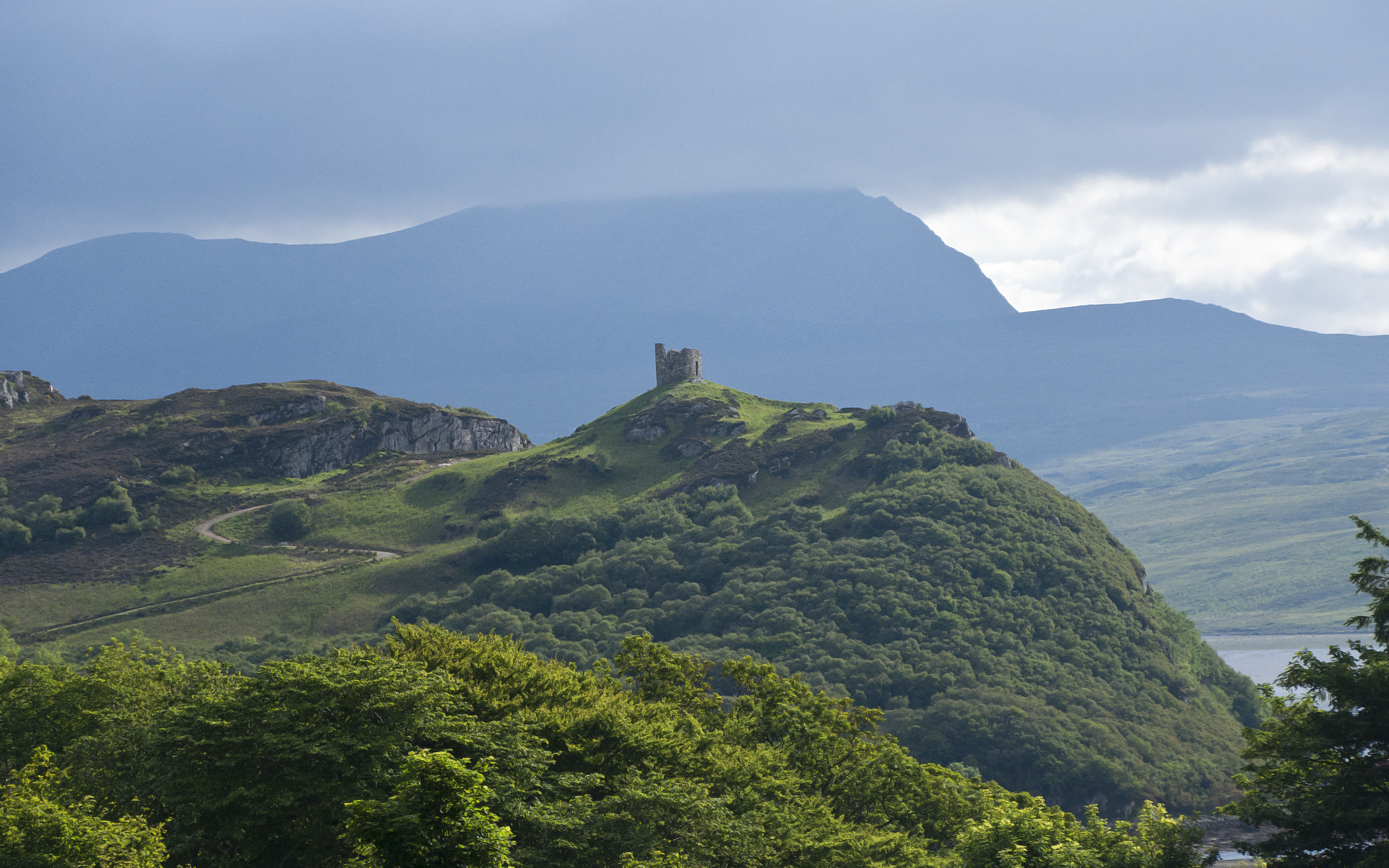
Castle Varrich op de morene met Ben Hope op de achtergrond